# Ilona Massey

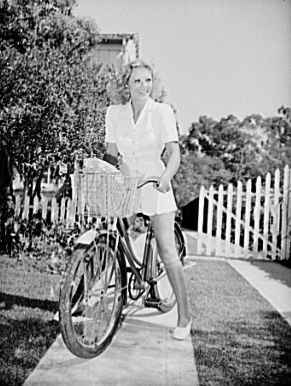
Ilona Massey (1941)

Ilona Massey (* 16. Juni 1910 in Budapest, Österreich-Ungarn, als Ilona Hajmássy; † 20. August 1974 in Bethesda, Maryland) war eine US-amerikanische Schauspielerin ungarischer Herkunft.

## Karriere
Masseys Karriere begann als Operetten- und Opernsängerin in Wien, wo sie mit dem Juristen und Multimillionär Isidor Geller liiert war, der ihre Gesangsausbildung finanzierte. 1935 drehte sie in Österreich als Ilona von Hajmássy an der Seite von Heinz Rühmann in Der Himmel auf Erden. Das Archiv der Wiener Staatsoper verzeichnet zwischen September 1935 und März 1937 insgesamt 88 Auftritte – überwiegend in kleineren Partien wie der Inès in Verdis Il trovatore oder der Kate Pinkerton in Puccinis Madama Butterfly. 1937 ging sie nach Hollywood und spielte Hauptrollen an der Seite von Stars wie Peter Lorre, Basil Rathbone, Eleanor Powell und George Brent. Ihren größten Erfolg hatte sie 1949 in dem Marx-Brothers-Film Love Happy.
1959 zog sich Ilona Massey ins Privatleben zurück. Sie war viermal verheiratet: in erster Ehe mit dem Schauspieler Charles Walker, von 1935 bis 1936 mit Nick Szavazd, mit dem Schauspieler Alan Curtis von 1941 bis 1942 und von 1955 bis zu ihrem Krebstod 1974 mit Major-General Donald Dawson. Massey ist ein Stern auf dem Hollywood Walk of Fame in der Kategorie Film gewidmet.

## Filmografie (Auswahl)
- 1935: Der Himmel auf Erden
- 1935: Knox und die lustigen Vagabunden (Zirkus Saran)
- 1937: Hoheit tanzt Inkognito
- 1939: Balalaika
- 1941: Die Unvollendete (New Wine)
- 1941: International Lady
- 1942: Der unsichtbare Agent (Invisible Agent)
- 1943: Frankenstein trifft den Wolfsmenschen (Frankenstein Meets the Wolf Man)
- 1946: Ball in der Botschaft (Holiday in Mexico)
- 1947: Ich kann mein Herz nur einmal verschenken (Northwest Outpost)
- 1948: Die Plünderer von Nevada (The Plunderers)
- 1949: Love Happy
- 1950–1951: Westinghouse Studio One (Fernsehserie, 3 Folgen)
- 1954: The Ilona Massey Show (Fernsehserie, als Gastgeberin)
- 1959: Jet Over the Atlantic
- 1967: The Cool Ones